# Casa-fàbrica Enrich
La casa-fàbrica Enrich era un edifici de planta baixa, dos pisos i golfes, situat al carrer de les Basses de Sant Pere, 22 de Barcelona, actualment desaparegut.

## Història
El fuster Magí Enrich (també escrit Henrich) i Rovira va néixer a Barcelona entre els anys 1737 i 1740 i va treballar amb el seu pare Jacint, fent-se càrrec del taller familiar a la seva mort el 1778. El 1776 va adquirir en emfiteusi al manguiter i vidrier de llum Josep Sala i Parés una casa al carrer de les Basses de Sant Pere, i va associar-se amb Anton Carrera i Pere Constansó sota la raó social Carrera, Enrich i Cia, que el 1779 va adquirir una casa al costat de la seva. El 1782, la societat es va dissoldre i Enrich quedà com a únic propietari de la finca, i aquell mateix any, ell i el fabricant Bernat Llorens van demanar permís per a fer-hi reformes.
Magí Enrich va arribar a ser consiliari de la Companyia de Filats de Cotó i va morir després del 1807. Aleshores, la propietat va ser heretada pel seu fill Josep, casat amb Isabel Fontserè i Carrès, filla del fabricant de cotonades Pau Fontserè. Posteriorment, va passar a mans dels seus fills Josep (†1866), Pau (†1874) i Francesc Enrich i Fontserè (1805-1883), casat amb Rosa Capmany i Piqué, i a la seva mort, al seu fill Pau Enrich i Capmany. Uns anys després, l'edifici fou enderrocat i substituït per una nova construcció.

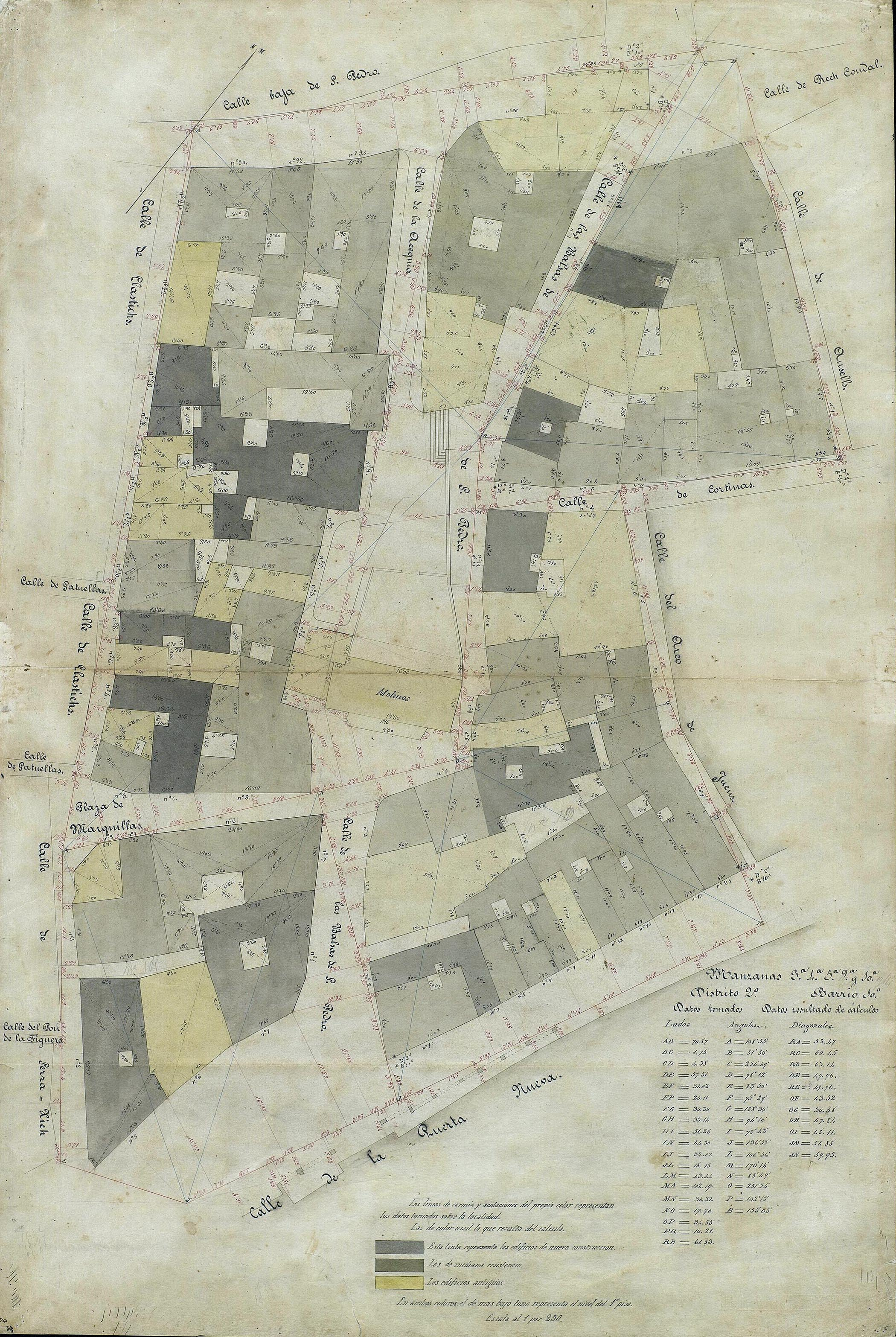
Quarteró núm. 37 de Garriga i Roca (c. 1860)